# Ông trùm (phim Hàn Quốc)
Ông trùm (tiếng Hàn:왕초, Wang Cho, tiếng Anh: Street King, Women Like You, The Boss) là một bộ phim truyền hình Hàn Quốc 28 tập thuộc thể loại hành động, tâm lý xã hội của đạo diễn Jang Yong Woo với tham gia của diễn viên Cha In-pyo. Phim được phát trên kênh MBC từ 5 tháng 4 năm 1999 đến 6 tháng 7 năm 1999 và gây tiếng vang ở châu Á. Ông trùm từng được phát sóng trên Đài truyền hình Việt Nam nhưng sau đó bị cấm chiếu giữa chừng vì phim có nhiều cảnh bạo lực và liên quan tới chính trị.

## Nội dung phim
Ông trùm lấy bối cảnh Hàn Quốc giai đoạn 1937-1960 với nhiều biến động trong xã hội và chính trị. Nội dung phim kể về cuộc đời nhiều sóng gió của Ông trùm Cá Cơm - Kim Chun Sam, anh ta có một mong muốn lớn lao là xây dựng nhà và đem lại cuộc sống tốt đẹp hơn cho lũ trẻ lang thang (còn gọi là ăn mày). Kim Chun Sam sống với bà ngoại và chị gái từ nhỏ, do mẹ anh ra đi lập bước nữa sau khi chồng qua đời. Năm anh 16 tuổi, Chun Sam và chị gái đã quyết định lên đường tìm mẹ để mong có một cuộc sống hạnh phúc ấm no hơn. Trên đường đi hai chị em không may mắn gặp bọn thợ săn xấu xa đã có ý định cưỡng hiếp chị gái của anh, khiến cô phải nhảy xuống núi để tự tử. Không thực hiện được ý đồ xấu xa với chị gái, chúng bắt Chun Sam làm công cụ mồi nhử cho những cuộc đi săn thú dữ và phục vụ việc vặt cho chúng. Trong 1 lần đi nhặt củi anh đã may mắn trốn thoát khỏi đám thợ săn và tới được thành phố Daegu, tại đây anh đã gặp Vẹt rồi cùng tham gia đội quân ăn mày. Trong đám ăn mày này có một cậu bé yếu ớt và nhỏ nhất hội tên là Phân Chuột, đó là cậu bé có mẹ làm phục vụ tại quán ăn nhưng vì chủ quán không cho hai mẹ con ở cùng tại quán nên mẹ cậu đành gửi cậu vào đám ăn mày. Phân Chuột có 1 ước mơ là sẽ dành dụm đủ tiền để mua một căn nhà cho hai mẹ con ở cùng nhau. Trong 1 lần ẩu đả ở chợ, người cầm đầu lũ trẻ ăn mày bị bắt nên Ngón Chân (thuộc hạ thân tín của người cầm đầu lũ trẻ) được thay thế làm ông trùm. Hắn là một kẻ xấu xa và thường bắt nạ những đứa trẻ yếu hơn mình nên không được lòng lũ trẻ. Trong một lần lũ trẻ đào đất cạnh nhà đã phát hiện ra có một ít tiền xu được chôn ở đây, sau khi Ngón Chân dò hỏi thì mới biết là tiền của Phân Chuột dành dùm để mua nhà cùng mẹ. Ngón Chân bắt phải cống nạp số tiền này nhưng thằng bé không chịu nên bị hắn đánh chết. Uất ức vì sự đàn áp của Ngón Chân, Cá Cơm đã thách đấu với hắn xem ai giỏi hơn sẽ lên làm ông trùm của đám ăn mày, sau đó Cá Cơm chiến thắng và trở thành ông trùm mới. Trong một lần đi nhặt đồ ăn thừa thì Cá Cơm nhìn thấy lớp nữ sinh học múa, anh đã bị hớp hồn bởi vẻ đẹp của cô nữ sinh Yeon Ji. Anh ta còn không ngần ngại đánh nhau để giành lại chiếc bút mà cô nữ sinh thích. Rồi một ngày mẹ đẻ của Cá Cơm đến đưa anh về với gia đình, ở cùng cha dượng và người anh trai riêng. Vì không có được tình cảm ấm áp như gia đình mà thay vào đó là những hành động trêu đùa của người anh trai khiến Cá Cơm quay trở lại với lũ trẻ ăn mày. Đúng lúc anh quay lại thì Vẹt đang bị Ngón Chân bắt nạ, Cá Cơm đến đánh nhau để cứu Vẹt thì vô tình khiến Ngón Chân bị hỏng một mắt. Từ đây mối thù của Ngón Chân với Cá Cơm được hình thành xuyên suốt bộ phim. Cá Cơm quyết tâm lên Seoul để làm việc lớn, Vẹt xin đi cùng để giúp đỡ anh. Tới nơi anh đã gặp và giúp đỡ Hyung Do (một cậu bé yếu đuối nhưng rất ranh mãnh, thích làm kinh doanh và coi tiền là trên hết), ngoài ra hai người còn kết thân với Do Han (anh chàng giỏi võ nhưng khá nóng tính), ba người trở thành bạn thân giúp đỡ và sống cùng nhau tại Seoul. Cá Cơm thu phục đám ăn mày ở chân cầu Jeong Gum, anh và Vẹt đến sống tại đây để làm ông trùm ăn mày, cầm đầu những nhân vật mới làm đàn em của anh gồm: Vẹt, Hà Mã, Quạ đen, Ruồi, Chân đất và Chồn. Cũng tại Seoul anh gặp lại Yeon Ji, giờ đã phải làm một kỹ nữ trong Hee Yeon Các lấy tiền phụ gia đình, do bố cô chơi cờ bạc khiến gia đình nợ nần. Từ đây liên tục xảy ra những biến cố xoay quanh cuộc đời và Tình yêu của Kim Chun Sam và Yeon Ji. Đây cũng là những biến cố chính xảy ra tại Hàn Quốc ở thập niên 40 và năm 50 của thế kỷ 20.

(Hết phần cho biết trước nội dung phim)

## Phân vai

### Nhân vật chính
- Cha In Pyo (차인표) trong vai Kim Choon Sam (김춘삼), biệt danh: Cá cơm
- Song Yoon-ah (송윤아) trong vai Han Yeon Ji (한연지), hành nghề kĩ nữ, xuất thân tiểu thư giàu có
- Kim Nam Joo (김남주) trong vai cô giáo Min Jae (민재), yêu đơn phương Cá cơm
- Kim Sang Kyung (김상경) trong vai Lee Han Young (이한영), luôn hết lòng giúp đỡ Cá cơm, yêu cô giáo Min Jae.

### Nhân vật quanh Cá cơm
- Lee Hoon (이훈) trong vai Kim Doo Han (김두한), bạn thân của Cá cơm, tính tình khá nóng này và giỏi võ. (Đây còn là một nhân vật lịch sử có thật ở Hàn Quốc trong giai đoạn này)
- Park Chul (박철) trong vai Im Hyung Do (임형도), là bạn bạn thân của Cá cơm và Kim Doo Han, một người luôn coi tiền bạc là trên hết.
- Kim Se Joon (김세준) trong vai Vẹt(앵무새)
- Lee Hye Young (이혜영) trong vai Quạ đen, đanh đá, yêu thầm Cá cơm.[3]
- Heo Joon Ho (허준호) trong vai Balgarak (Ngón chân), đàn em của Lee Jung Jae.
- Jung Joon Ho (정준호) trong vai Lee Jung Jae (이정재), luôn đối đầu với Kim Doo Han và Cá cơm. (Đây còn là một nhân vật lịch sử có thật ở Hàn Quốc trong giai đoạn này)
- 주현 trong vai quản lý Kingstar
- Hong Kyung In (홍경인) trong vai Ruồi, người em nhỏ tuổi nhất trong nhóm.
- Park Sang Myun (박상면) trong vai Hà Mã. Hà Mã yêu Quạ đen và trung thành với Cá cơm. Người duy nhất biết chữ trong nhóm ăn mày.
- 최종환 trong vai Chồn (너구리)
- Yoon Tae Young (윤태영) trong vai Chân đất (맨발)
- 박준규 trong vai Nhị Kiếm(쌍칼)
- 윤용현 trong vai Rìu (도끼), đàn em của Ngón chân.

### Nhân vật xoay quanh Yeon Ji
- Kim Ja Ok (김자옥) trong vai Chủ tịch Kingstar (mẹ của Lee Han Young)
- Seo Eun Kyeong (서은경) trong vai Aesim (애심)

### Nhân vật khác
- Lee Seo Jin trong vai Ba Doo, trợ lý của Kim Doo Han.
- Park Jung Sook
- Park Joo Hee
- Choi Sang Hak
- Moon Hyuk
- Yoon Da Hoon
- Ahn Jae Hong

## Nhạc phim
1. 길 (tựa đề)
2. 길 (bản đầy đủ)
3. 왕초
4. 초혼
5. 친런한 슬픔
6. 너의 곁으로
7. 학도가
8. 품바
9. 왕초 (phiên bản guitar)
10. 초혼 (phiên bản oboe)
11. 너의 곁으로 (phiên bản guitar)
12. 왕초 (phiên bản violon)
13. 길 (phiên bản rock)
14. 길 (phiên bản vox)
15. 고혼